# Comune di Aarup
Il comune di Aarup è stato un comune danese situato nella contea di Fionia. Il comune aveva una popolazione di 5 480 abitanti (2005) e una superficie di 81 km². Capoluogo era la cittadina omonima.
Dal 1º gennaio 2007, con l'entrata in vigore della riforma amministrativa, il comune è stato soppresso e accorpato ai comuni di Glamsbjerg, Haarby, Tommerup e Vissenbjerg per costituire il riformato comune di Assens.